# Athanásios Grigoriádis
Athanásios Grigoriádis (grec moderne : Αθανάσιος Γρηγοριάδης) né le 13 mars (julien) 1793 à Kyparissía et mort en octobre 1871 à Athènes était homme politique grec qui participa à la guerre d'indépendance grecque.
Il appartenait à l'une des principales familles de Messénie.
Il fut initié dans la Filikí Etería en novembre 1820 par Papaphléssas. Il participa aux combats de la guerre d'indépendance, dès mars 1821, dans sa région natale, principalement à Modon et Navarin. Le poids de sa famille lui permit aussi de faire carrière en politique.
Il fut élu en 1823 à l'Assemblée nationale d'Astros. Il prit ensuite part aux guerres civiles qui déchirèrent les Grecs insurgés en 1823-1825 et se trouva du côté des vaincus.
Il fut pardonné. Lors du gouvernement Kapodístrias, il dirigea la région de Paronaxia (Paros —et Antiparos— et Naxos). Il se retrouva à nouveau dans l'opposition après l'assassinat du chef de l'État.
Après l'indépendance, il fut élu au parlement grec et fut aussi sénateur à partir de juin 1844. Il fut même vice-président de la haute assemblée.
Il reçut la Croix de la Guerre d'indépendance ainsi que la Croix dorée de l'ordre du Sauveur.

## Sources
- (el) Phótios Chrysanthópoulos, Βίοι Πελοποννησίων ανδρών και των εξώθεν εις την Πελοπόννησον ελθόντων κληρικών, στρατιωτικών και πολιτικών των αγωνισαμένων τον αγώνα της επαναστάσεως, Athènes, Stávros Andrópoulos,‎ 1888, 335 p. (lire en ligne)
- (el) Parlement grec, Μητρώο Πληρεξουσίων, Γερουσαστών και Βουλευτών. 1822-1935, Athènes, Parlement grec,‎ 1986, 159 p. (lire en ligne) [PDF]